# 城巴A17線
城巴A17線是香港一條機場巴士路線，由城巴營運，來往深灣及機場（地面運輸中心），經黃竹坑、海洋公園、黃泥涌峽、跑馬地、灣仔（皇后大道東）、金鐘、中環（只限去程）及港珠澳大橋香港口岸，是繼A10線後港島南區第二條日間機場專利巴士路線。

## 背景
運輸署在「2018至2019年度南區巴士路線計劃」中，提到深灣、黃竹坑、海洋公園、壽臣山、黃泥涌峽、跑馬地均沒有公共交通工具直達香港國際機場，加上香港南區及灣仔區皇后大道東一帶陸續有住宅及酒店發展項目落成。因此，城巴建議開辦A17線，派三輛巴士來往這些地方至機場。

## 歷史
- 2020年1月6日：路線開辦。[3][4]
- 2020年2月17日，本線因應2019冠狀病毒病疫情引致乘客量下降，往機場尾班車提早至12:30，往深灣頭班車延遲至16:30[5][6]。
- 2020年4月1日：受2019冠狀病毒病疫情導致客量持續偏低，此路線暫停服務，直至2023年11月12日。[7]
- 2023年6月18日：全程車費從$45加至$47.1（因此路線暫停服務關係，實際於同年11月13日起生效）。

## 服務時間
| 每日深灣開                 | 每日深灣開 | 每日深灣開 |
| -------------------------- | ---------- | ---------- |
| 05:30                      | 06:30      | 07:30      |
| 每日機場（地面運輸中心）開 |            |            |
| 21:30                      | 22:30      | 23:30      |

## 收費
全程：$47.1（機場員工優惠票價：$28.2）
- 錫克廟往機場（地面運輸中心）：$41.9
- 西區海底隧道巴士轉乘站往機場（地面運輸中心）：$34.6
- 青嶼幹線巴士轉乘站往機場（地面運輸中心）：$17.8
- 青嶼幹線巴士轉乘站往深灣：$35.6
- 西區海底隧道巴士轉乘站往深灣：$19.9
- 過西區海底隧道後往深灣：$10.5
- 大坑道往深灣：$7.3

| - 本線設有12歲以下小童及65歲或以上長者半價優惠。 - 本線不設長者及殘疾人士每程$2.0的票價優惠；12至64歲殘疾人士如使用「殘疾人士身份」個人八達通，以及60至64歲香港居民使用「樂悠咭」繳付車資，會以全費計算。 - 乘客可以現金或八達通於上車時付款，不設找續。 - 每位成人乘客可免費攜帶最多兩名4歲以下而不佔座位的兒童乘客乘車，超額之4歲以下小童必須繳付小童車費乘車。 - 九龍巴士、城巴及龍運巴士全職員工及家屬（不包括外判職員）可免費乘搭本路線，惟必須拍職員或職員家屬八達通。 - 乘客亦可使用AlipayHK「易乘碼」、支付寶、 WeChatHK／微信支付「搭車碼」、銀聯雲閃付「乘車碼」及BOC Pay「乘車碼」、具有感應式支付功能的VISA、Mastercard及銀聯卡，以及Apple Pay、Google Pay及Samsung Pay流動支付平台繳付車資。使用此支付方式的乘客可享有中途下車之分段收費，以及與其他城巴獨營路線或聯營線城巴班次之轉乘優惠，惟不適用於與非城巴路線之轉乘優惠。使用此支付方式的乘客亦不能享有「公共交通費用補貼計劃」。 |

### 預售來回車票
來回車票售價$70（購買日起三個月內有效，適用於A10、A11、A12、A17、A26、A28或A29任何往市區車程及往機場車程各一次）
乘客登車時需將指定方向的車票投入車上錢箱內。乘客可在城巴顧客服務中心、中環新渡輪碼頭或指定旅行社購買預售來回車票。

### 八達通即日來回優惠
凡使用八達通卡乘搭城巴機場快線，即日來回機場（或青嶼幹線收費廣場）及市區的乘客，可獲回程半價優惠。乘客必須在同一服務日內（即頭班車至尾班車的服務時間內），以同一張八達通卡繳付去程及回程車資，方可享有回程半價優惠。回程優惠適用於任何一條城巴機場快線。

### 八達通轉乘優惠
乘客登上本線後指定時間內以同一張八達通卡轉乘以下路線，或從以下路線登車後指定時間內以同一張八達通卡轉乘本線，次程可獲車資折扣優惠：
A17←→城巴E線
- A17往機場 → E11、E21、E22/E22P/E22X或E22A往機場博覽館，次程車資全免，轉乘時限為120分鐘，於機場轉乘
- 於機場博覽館登上E11、E21、E22/E22P/E22X或E22A往市區 → A17往深灣，回贈首程車資，轉乘時限為60分鐘，於機場（地面運輸中心）轉乘
- A17往深灣 → E21/E21X、E21A、E22/E22P/E22X、E22A/E22S或E23/E23A往市區，次程車資全免，轉乘時限為90分鐘，於青嶼幹線巴士轉乘站轉乘
- 於赤鱲角／東涌登上E11、E21/E21X、E21A、E22/E22P/E22X、E22A/E22S或E23/E23A往市區 → A17往深灣，補付本線全程車費與第一程車費之間的差額，轉乘時限為90分鐘，於青嶼幹線巴士轉乘站轉乘
- A17往機場 → E21A、E22S或E23往東涌，次程車資全免，轉乘時限為120分鐘，於青嶼幹線巴士轉乘站轉乘

A17←→R8
- A17任何方向 → R8往迪士尼樂園，次程車資全免，轉乘時限為120分鐘
- R8往青嶼幹線巴士轉乘站 → A17往深灣 ，次程可獲$2折扣優惠，轉乘時限為60分鐘
- R8往青嶼幹線巴士轉乘站 → A17往機場，次程可獲$1折扣優惠，轉乘時限為60分鐘

A17←→A20，於青嶼幹線巴士轉乘站進行轉乘
- A17往市區 → A20往市區，次程免費
- A20往機場 → A17往機場，次程免費

## 用車
由於南區的主幹道路面狹窄，而各12米雙層巴士經司徒拔道迴旋處從大坑道轉入黃泥涌峽道駛往南區時，務必繞場一周才可駛入，因此此線基本上不會派12.8米巴士行走，城巴亦明文規定派出客車版Enviro 500 MMC 12米（8000-8065）行走。不過，城巴亦曾經破禁派出12.8米的6844行走 。

## 行車路線
深灣開經：深灣道、南朗山道、黃竹坑道、海洋公園道、海洋公園公共交通交匯處、海洋公園道、黃竹坑道、南風道、深水灣道、黃泥涌峽道、大坑道、藍塘道、成和道、景光街、山光道、黃泥涌道、皇后大道東、金鐘道、*（德輔道中、雪廠街）、干諾道中、林士街天橋、干諾道西天橋、西區海底隧道、西九龍公路、青沙公路（昂船洲大橋、南灣隧道）、長青公路、青衣西北交匯處、青嶼幹線、北大嶼山公路、順朗路、順暉路、順匯路、赤鱲角路、東榮路、機場路、暢航路、機場路、機場南交匯處及暢連路。
若昂船洲大橋限制整體高度超過1.6米的車輛通過，由西九龍公路起改經青葵公路、長青橋及長青隧道返回長青公路原線。
*逢星期日及公眾假期，由深灣開出的班次將改經皇后大道中及畢打街。
機場（地面運輸中心）開經：暢連路、機場南交匯處、暢連路、航天城交匯處、赤鱲角路、順暉路、順匯路、赤鱲角路、順朗路、北大嶼山公路、青嶼幹線，青衣西北交匯處、長青公路、青沙公路（南灣隧道、昂船洲大橋）、西九龍公路、西區海底隧道、干諾道西天橋、林士街天橋、民寶街、耀星街、龍和道、愛丁堡廣場、夏慤道、紅棉路支路、金鐘道、皇后大道東、摩理臣山道、體育道、黃泥涌道、成和道、藍塘道、大坑道、黃泥涌峽道、深水灣道、南風道、黃竹坑道、海洋公園道、海洋公園公共交通交匯處、海洋公園道、黃竹坑道、南朗山道及深灣道。
若青嶼幹線往青衣方向上層封閉或昂船洲大橋限制整體高度超過1.6米的車輛通過，由長青公路起改經長青隧道、長青橋及青葵公路返回西九龍公路原線。

### 沿線車站

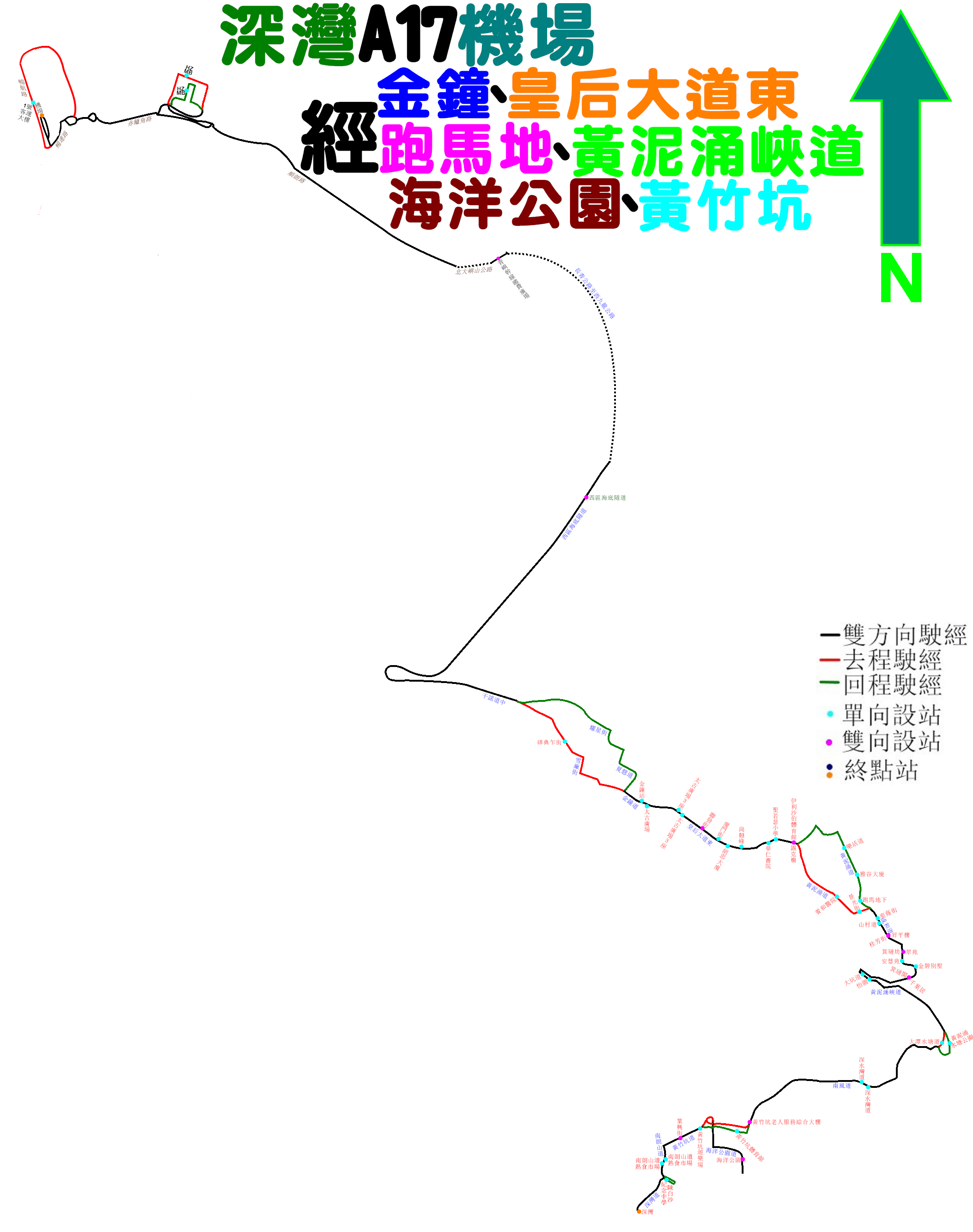
此線的走線圖

| 深灣開 | 深灣開                 | 深灣開                       | 機場（地面運輸中心）開 | 機場（地面運輸中心）開 | 機場（地面運輸中心）開           |
| 序號   | 車站名稱               | 位置                         | 序號                   | 車站名稱               | 位置                             |
| ------ | ---------------------- | ---------------------------- | ---------------------- | ---------------------- | -------------------------------- |
| 1      | 深灣                   | 深灣公共運輸交匯處           | 1                      | 機場（地面運輸中心）   | 機場（地面運輸中心）巴士總站     |
| 2      | 南朗山道熟食市場       | 南朗山道                     | 2                      | 港珠澳大橋香港口岸     | 港珠澳大橋香港口岸公共運輸交匯處 |
| 3      | 業興街                 | 黃竹坑道                     | 3                      | 青嶼幹線巴士轉乘站     | 北大嶼山公路                     |
| 4      | 海洋公園               | 海洋公園公共運輸交匯處       | 4                      | 西區海底隧道巴士轉乘站 | 西區海底隧道                     |
| 5      | 港大同學會書院         | 南風道                       | 5                      | 金鐘站                 | 金鐘道                           |
| 6      | 深水灣道               | 南風道                       | 6                      | 太古廣場三座           | 皇后大道東                       |
| 7      | 大潭水塘道             | 黃泥涌峽道                   | 7                      | 聯發街                 | 皇后大道東                       |
| 8      | 怡園                   | 黃泥涌峽道                   | 8                      | 廈門街                 | 皇后大道東                       |
| 9      | 箕璉閣                 | 藍塘道                       | 9                      | 尚翹峰                 | 皇后大道東                       |
| 10     | 安慧苑                 | 藍塘道                       | 10                     | 聖若瑟小學             | 皇后大道東                       |
| 11     | 箕璉坊                 | 藍塘道                       | 11                     | 伊利沙伯體育館         | 皇后大道東                       |
| 12     | 桂芳街                 | 成和道                       | 12                     | 樂活道                 | 黃泥涌道                         |
| 13     | 山村道                 | 成和道                       | 13                     | 雅谷大廈               | 黃泥涌道                         |
| 14     | 景光街                 | 景光街                       | 14                     | 跑馬地（下）           | 跑馬地（下）巴士總站             |
| 15     | 養和醫院               | 黃泥涌道                     | 15                     | 奕蔭街                 | 成和道                           |
| 16     | 錫克廟                 | 皇后大道東                   | 16                     | 昇平樓                 | 成和道                           |
| 17     | 香港華仁書院           | 皇后大道東                   | 17                     | 翠苑                   | 藍塘道                           |
| 18     | 胡忠大廈               | 皇后大道東                   | 18                     | 金碧別墅               | 藍塘道                           |
| 19     | 聯發街                 | 皇后大道東                   | 19                     | 千葉居                 | 藍塘道                           |
| 20     | 太古廣場三座           | 皇后大道東                   | 20                     | 大坑道                 | 黃泥涌峽道                       |
| 21     | 太古廣場               | 金鐘道                       | 21                     | 黃泥涌水塘公園         | 黃泥涌峽道                       |
| 22     | 砵典乍街               | 干諾道中                     | 22                     | 深水灣道               | 南風道                           |
| 23     | 西區海底隧道巴士轉乘站 | 西區海底隧道                 | 23                     | 黃竹坑老人服務綜合大樓 | 南風道                           |
| 24     | 青嶼幹線巴士轉乘站     | 北大嶼山公路                 | 24                     | 黃竹坑體育館           | 黃竹坑道                         |
| 25     | 港珠澳大橋旅檢大樓     | 順暉路                       | 25                     | 海洋公園               | 海洋公園公共運輸交匯處           |
| 26     | 機場（1號客運大樓）    | 暢航路                       | 26                     | 黃竹坑遊樂場           | 黃竹坑道                         |
| 27     | 機場（地面運輸中心）   | 機場（地面運輸中心）巴士總站 | 27                     | 業興街                 | 黃竹坑道                         |
|        |                        |                              | 28                     | 南朗山道熟食市場       | 南朗山道                         |
| 29     | 陳白沙紀念中學         |                              |                        |                        | 南朗山道                         |
| 30     | 深灣                   | 深灣公共運輸交匯處           |                        |                        |                                  |

## 爭議
此線走線迂迴，由深灣經海洋公園登山，再經跑馬地、皇后大道東及中環才往西隧，大部份路段不但頗為狹窄，更是塞車熱點。